# Nakoula Basseley Nakoula
Nakoula Basseley Nakoula (nacido en 1957) es un egipcio-estadounidense copto cristiano posible escritor, productor y distribuidor de la película antiislámica La inocencia de los musulmanes. Los tráileres de la película, después de haber sido doblada al árabe, fueron citados como causa de algunos de los ataques en la embajada de Estados Unidos de 2012.

## Biografía
Nakoula nació en Egipto, emigró a los Estados Unidos, y se convirtió en ciudadano estadounidense. Nakoula actualmente vive en Cerritos, California en el área de Los Ángeles. La residencia está vinculada a Abanoub Basseley, su hijo de 21 años de edad, quien pagó a los actores en La Inocencia de los Musulmanes.
Según Associated Press, "Antes de su condena por fraude bancario, Nakoula luchó con una serie de problemas financieros", incluyendo un embargo preventivo de $106.000 presentado contra él en 1997 y un derecho de retención de impuestos de $ 191.000 en 2006. Nakoula es dueño de una estación de servicio, contra la que la Junta de Igualación del Estado de California puso un embargo preventivo, indicando que debía impuestos, intereses y multas que datan de 1989 a 1992.
The Daily Beast informó que Nakoula fue arrestado por el Departamento del Sheriff de Los Angeles en 1997 después de haber sido detenido en posesión de efedrina, ácido yodhídrico, y $ 45.000 en efectivo. Fue acusado de intento de fabricar metanfetamina. Se declaró culpable y fue sentenciado en 1997 a un año de cárcel en el condado de Los Ángeles y tres años de libertad condicional. Él se declaró en bancarrota en 2000. De acuerdo con el Fiscal de Distrito del Condado de Los Ángeles violó su libertad condicional en 2002, y fue de nuevo condenado a un año en la cárcel del condado.
En 2010, Nakoula no refutó los cargos federales de fraude bancario en California y se le ordenó pagar $794.701 en restitución. Según el Fiscal Asistente de EE. UU. Jennifer Leigh Williams, Nakoula ha abierto cuentas bancarias con identidades robadas y números del Seguro Social, entre ellas una perteneciente a un niño de 6 años de edad, y los cheques depositados en esas cuentas a retirar en los cajeros automáticos. También fue condenado a 21 meses de prisión federal. Nakoula había pedido utilizar un intérprete árabe durante su proceso penal. Nakoula fue puesto en libertad en junio de 2011. Se le ordenó no utilizar computadoras o Internet durante cinco años sin la aprobación de su oficial de libertad condicional. Nakoula fue liberado de un centro de rehabilitación unas pocas semanas antes de que filmara La Inocencia de los Musulmanes.

## La Inocencia de los Musulmanes
Aunque Nakoula ha negado ser el director de la película "Sam Bacile", la Associated Press informó que el número de teléfono móvil de Bacile utilizado para una entrevista era el de la dirección de Nakoula. Entre los alias de Nakoula eran nombres que sonaban similares a Sam Bacile. Un oficial de la policía identificó a Nakoula como el director de cine clave. La policía fue enviada a proteger a Nakoula después de haber sido nombrado una figura clave, y un colega dijo que Nakoula tenía miedo a las represalias. Parte de la película parece haber sido filmada en la casa de Nakoula, la puerta de entrada, las lámparas de araña, así como el diseño de la que parece ser la misma de las escenas en el video. Según las autoridades, Nakoula escribió el guion mientras estaba en prisión. Dijo que lo produjo con su hijo, Abanob Basseley, y el dinero para ello (entre $ 50.000 y $ 60.000) procedían de la familia de su esposa en Egipto.